# Melaenornis edolioides
El papamoscas drongo (Melaenornis edolioides) es una especie de ave paseriforme de la familia Muscicapidae propia de África.

## Descripción
El papamoscas drongo mide unos 20 cm de largo, incluida su larga cola. El plumaje de los adultos es negro uniforme. Los juveniles son de color pardo negruzco con veteado claro.
El final cuadrado y estrecho de su cola ayuda a distinguirlo de los verdaderos drongos, como el drongo ahorquillado o el drongo de Ludwig, que también son negros y colilargos.

## Distribución y hábitat
Se extiende por una amplia franja al sur del Sahel que va desdem Senegal a Etiopía, llegando por el sur hasta el norte de la región de los Grandes Lagos. El papamoscas drongo se encuentra en los bosques húmedos tropicales y zonas de cultivo.

## Comportamiento
Es papamoscas drongo es un insectívoro sedentario que vive en los bosques. Anida en huecos o reutiliza los nidos de otras especies. La época de cría tiene lugar en el estación de lluvias. Suele poner entre dos y tres huevos.